# Paul Seye
Paul Seye (ur. 10 kwietnia 1944 w Gandawie) – belgijski kolarz torowy, srebrny medalista mistrzostw świata.

## Kariera
Największy sukces w karierze Paul Seye osiągnął w 1966 roku, kiedy zdobył srebrny medal w wyścigu na 1 km podczas mistrzostw świata we Frankfurcie. W zawodach tych wyprzedził go jedynie Francuz Pierre Trentin, a trzecie miejsce zajął Holender Frans Van Den Ruit. Był to jedyny medal wywalczony przez Seye'a na międzynarodowej imprezie tej rangi. Kilkakrotnie zdobywał medale torowych mistrzostw kraju, w tym cztery złote. Nigdy jednak nie wystąpił na igrzyskach olimpijskich.